# 蓬莱阁
蓬莱阁坐落在山东省煙臺市蓬莱区北濒海的丹崖山上，始建于北宋嘉佑六年（1061年），与黄鹤楼、岳阳楼、滕王阁并称为“中国四大名楼”（另一说为黄鹤楼、岳阳楼、滕王阁、鹳雀楼）。蓬莱阁景区由蓬莱阁、天后宫、龙五宫、吕祖殿、三清殿、弥陀寺六大单体及其附属建筑组成，面积1.89万平方米。阁内处处可见文人墨宝、楹联石刻。
八仙过海的神話傳說，便是在此閣樓發生，相傳呂洞賓、鐵柺李、張果老、漢鍾離、曹國舅、何仙姑、藍采和、韓湘子等八位神仙，在蓬萊閣醉酒後，施展各自的寶器，凌波踏浪、渡海而去，“八仙過海，各顯神通”或“八仙過海，各憑本事”的傳說由此流傳。
蓬萊閣又以登州海市聞名，與雷州布鼓、河源地丘神債、廣德埋葬等並稱“中國天下四異”；又與雷州換鼓、廣德埋藏、錢塘江潮等並稱“中國天下四絕”。